# Н’Диайе, Мамина
Мамина Н’Диайе (Mamina N’Diaye) — малийский шашист (международные шашки), серебряный призёр чемпионата Африки 1984 и 1988 годов, бронзовый призёр 1985 и 1990 годов. Серебряный призёр командного чемпионата Африки 1986 года. Участник семи чемпионатов мира — лучший результат 6 место. Международный гроссмейстер.

## Спортивные достижения

### Чемпионат мира
- 1978 (9 место)
- 1980 (6 место)
- 1982 (7 место)
- 1984 (9 место)
- 1986 (17 место)
- 1988 (6 место)
- 1990 (12 место)

### Чемпионат Африки
- 1982 (4 место)
- 1984 (2 место)
- 1985 (3 место)
- 1988 (2 место)
- 1990 (3 место)